# Balneoterapia

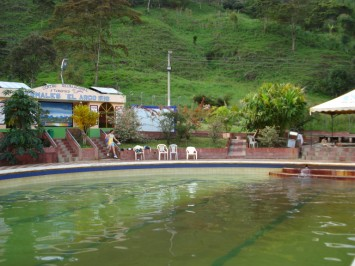
Los balnearios, con agua natural (azufre, por ejemplo) tienen propiedades curativas, y eran empleadas con fines medicinales. ￼

La balneoterapia (del latín balneum, "baño") es un conjunto de terapias o tratamientos destinados a curar enfermedades o conservar la salud, que habitualmente se realizan en balnearios. Aunque se considera distinta de la hidroterapia (practicada normalmente en spas), hay varias coincidencias en su práctica y en sus fundamentos. La balneoterapia se puede realizar mediante inmersiones en agua caliente o fría, masajes con agua en movimiento, relajación o estimulación. Las aguas minerales de los balnearios suelen ser ricas en ciertos minerales (sílice, sulfuro, selenio, radio) que se pueden absorber a través de la piel. Se emplean también a menudo las arcillas medicinales, cuya práctica recibe el nombre específico de "fangoterapia". En cuanto a la balneoterapia que hace uso de las llamadas aguas minerales, ésta recibe el nombre específico de "crenoterapia". 
Entre las enfermedades para las que está destinada la balneoterapia se encuentran la artritis, enfermedades de la piel y la fibromialgia.

## Historia
La balneoterapia se inició en el siglo XVIII, mas no fue sino en el siglo XIX cuando tuvo su mayor auge. Esto se debía a las deficiencias farmacomedicinales del momento, ya que casi todas las enfermedades sin tratamiento específico se trataban con una cura termal. Sin embargo hay indicaciones de que esta técnica ya era practicada antiguamente por los griegos y los romanos y otros pueblos.